# شاهزاده حسین (دماوند)
شاهزاده حسین مربوط به دوران‌های تاریخی پس از اسلام -قرن ۷ و ۸ ه.ق است و در شهرستان دماوند، روستای هویر واقع شده و این اثر در تاریخ ۱۰ خرداد ۱۳۸۲ با شمارهٔ ثبت ۸۶۸۲ به‌عنوان یکی از آثار ملی ایران به ثبت رسیده است.